# اتحاد نظامی انگلیس-لهستان
اتحاد نظامی انگلیس-لهستان (انگلیسی: Anglo–Polish military alliance) اتحاد نظامی بین پادشاهی متحده بریتانیا و جمهوری دوم لهستان توسط توافقنامه انگلیسی-لهستانی در سال ۱۹۳۹، با پیوست بعدی در سال‌های ۱۹۴۰ و ۱۹۴۴، برای کمک متقابل در مورد تهاجم نظامی از آلمان، همان‌طور که در یک پروتکل مخفی مشخص شده‌است.

## شکست اتحاد شوروی-فرانسه-بریتانیا
پس از اشغال پراگ توسط آلمان در مارس ۱۹۳۹ با نقض توافقنامه مونیخ، دولت چمبرلین در بریتانیا به دنبال حمایت شوروی و فرانسه برای یک جبهه صلح بود. هدف این بود که با تضمین استقلال لهستان و رومانی از تجاوز بیشتر آلمان جلوگیری کند. با این حال، استالین از حمایت شوروی برای تضمین‌ها خودداری کرد، مگر اینکه بریتانیا و فرانسه ابتدا یک اتحاد نظامی با اتحاد جماهیر شوروی منعقد کنند. اگرچه کابینه بریتانیا تصمیم گرفت به دنبال چنین اتحادی باشد، اما مذاکره‌کنندگان غربی در مسکو در اوت ۱۹۳۹ فاقد فوریت بودند. گفتگوها توسط دیپلمات‌هایی که اختیار کمی داشتند، مانند ویلیام استرنگ، دستیار معاون وزیر، ضعیف و کند انجام شد. استالین همچنین بر تضمین بریتانیا و فرانسه به فنلاند، کشورهای بالتیک، لهستان و رومانی در برابر تجاوز غیرمستقیم آلمان پافشاری کرد. با این حال، این کشورها از اینکه مسکو می‌خواهد آنها را کنترل کند، هراس داشتند. اگرچه هیتلر تهدیدات علیه لهستان را تشدید می‌کرد، لهستان که از ترس اینکه هرگز سربازان شوروی را ترک نکنند اجازه عبور از مرزهای خود را نداد. مایکل جابارا کارلی، مورخ، استدلال می‌کند که انگلیسی‌ها آنقدر به ضد کمونیسم پایبند بودند که به استالین اعتماد نداشتند.
در همین حال، بریتانیای کبیر و اتحاد جماهیر شوروی به‌طور جداگانه در مذاکرات محرمانه با آلمان شرکت داشتند. در نهایت استالین جذب یک معامله بسیار بهتر توسط هیتلر شد که کنترل بیشتر اروپای شرقی را در دست داشت و تصمیم گرفت پیمان مولوتوف-ریبنتروپ را امضا کند.